# Окселесунд
Окселесунд (швед. Oxelösund) град је у Шведској, у источном делу државе. Град је у оквиру Седерманландског округа, где је пети по величини и значају град. Окселесунд је истовремено и седиште истоимене општине.

## Природни услови
Окселесунд се налази у источном делу Шведске и Скандинавског полуострва. Од главног града државе, Стокхолма, град је удаљен 115 км југозападно.
Рељеф: Окселесунд се развио у области Седерманланд, на западној обали Скандинавског полуострва. Подручје града је бреговито, а надморска висина се креће 0-20 м.
Клима у Окселесунду је континентална са утицајем мора и крајњих огранака Голфске струје. Стога су зиме блаже, а лета свежија у односу на дату географску ширину.
Воде: Окселесунд се развио на западној обали Балтичког мора, на отвореном мору. Град се образовао као лука на мањем полуострву.

## Историја
Подручје Окселесунда било је насељено још у време праисторије, али насеље на датом месту није имало већи значај све до 19. века.
Окселесунд доживљава препород у 19. веку, са доласком железнице и индустрије. Град постаје важна лука за утовар руда из средишње Шведске. 1913. године овде се гради железара. Током 20. века досегао благостање, које траје и дан-данас.

## Становништво
Окселесунд је данас град средње величине за шведске услове. Град има око 11.000 становника (податак из 2010. г.), а градско подручје, тј. истоимена општина има око 12.000 становника (податак из 2010. г.). Последњих деценија број становника у граду стагнира.
До средине 20. века Окселесунд су насељавали искључиво етнички Швеђани. Међутим, са јачањем усељавања у Шведску, становништво града је постало шароликије, али опет мање него у случају других већих градова у држави.

## Привреда
Данас је Окселесунд савремени индустријски град са посебно развијеном индустријом. Последње две деценије посебно се развијају трговина, услуге и туризам.

## Збирка слика
- Главна градска црква, Црква Св. Ботвида
- Најстарији део града
- Шернхоломски дворац
- Лука и пристаништа у Окселесунду